# An Inconvenient Mistress
An Inconvenient Mistress ist ein US-amerikanischer Porno-Spielfilm des Regisseurs Brad Armstrong mit Jessica Drake in der Hauptrolle aus dem Jahr 2017. Der Film ist als Thriller angelegt und gilt in der Branche als Blockbuster.

## Handlung
Die junge Frau Ava hat eine heftige Affäre mit einem der am schnellsten wachsenden Finanziers der Stadt. Als sie hört, wie er von einer Aktie spricht, die ihm ein Vermögen einbringen soll, beschließt sie, an der Aktion teilzunehmen. Ryans Boss, Mr. Moore, ist wütend, als er von ihrer Beteiligung erfährt und von der Möglichkeit, dass sie ihre gut gemachten Pläne in Gefahr bringt. Ryan versucht, die Situation zu zerstreuen; aber es ist zu spät; die Securities Exchange Commission untersucht ihr Insider-Trading. Jetzt ist Ava auf der Flucht und die SEC Agenten und Mr. Moores Auftragsmörder sind ihr auf der Spur. Es ist ein Spiel von Katz und Maus, wobei alles in Avas Leben um sie herum zusammenbricht.

## Auszeichnungen
- 2018 – XBIZ Award – Best Scene – Feature Movie (Jessica Drake, Michael Vegas, Ryan Driller)

## Nominierungen
- AVN Awards, 2018
- Nominee: Best Editing
- Nominee: Best Action/Thriller
- Nominee: Best Actor, Ryan Driller
- Nominee: Best Actress, Jessica Drake
- Nominee: Best Cinematography
- Nominee: Best Director: Feature, Brad Armstrong
- Nominee: Best Three-Way Sex Scene – B/B/G, Jessica Drake, Michael Vegas, Ryan Driller
- Nominee: Best Non-Sex Performance, Carl Johnson